# إدواردو ماتشادو
إدواردو ماتشادو (بالبرتغالية: Eduardo Magalhães Machado‏) مواليد 10 سبتمبر 1982، هو لاعب كرة سلة برازيلي يلعب في الدوري البرازيلي لكرة السلة ويحمل الرقم 3. يبلغ طوله 6 قدم 5 بوصة (2.0 م).

## فرق لعب لها
- نادي فلومينينسي
- فلامنغو لكرة السلة

## الميداليات
| الميدالية | المسابقة                             |
| --------- | ------------------------------------ |
| ذهبية     | بطولة أمم الأمريكتين لكرة السلة 2009 |

## روابط خارجية
- إدواردو ماتشادو على موقع الاتحاد الدولي لكرة السلة (الإنجليزية)
- إدواردو ماتشادو على موقع كرة السلة الأوروبية.كوم (الإنجليزية)
- إدواردو ماتشادو على موقع ريلجم (الإنجليزية)